# Distichlis spicata
Pour les articles homonymes, voir Distichlis et Spicata.
Espèce
Distichlis spicata est une plante appartenant à la famille des Poaceae.